# ISS-Expedition 40
ISS-Expedition 40 ist die Missionsbezeichnung für die 40. Langzeitbesatzung der Internationalen Raumstation (ISS). Die Mission begann mit dem Abkoppeln des Raumschiffs Sojus TMA-11M von der ISS am 13. Mai 2014. Das Ende wurde durch das Abkoppeln von Sojus TMA-12M am 10. September 2014 markiert.

## Mannschaft
- Steven Swanson (3. Raumflug), Kommandant, (USA/NASA) (Sojus TMA-12M)
- Alexander Alexandrowitsch Skworzow (2. Raumflug), Bordingenieur, (Russland/Roskosmos) (Sojus TMA-12M)
- Oleg Germanowitsch Artemjew (1. Raumflug), Bordingenieur, (Russland/Roskosmos) (Sojus TMA-12M)

Zusätzlich ab dem 29. Mai 2014:
- Maxim Wiktorowitsch Surajew (2. Raumflug), Bordingenieur, (Russland/Roskosmos) (Sojus TMA-13M)
- Gregory Reid Wiseman (1. Raumflug), Bordingenieur, (USA/NASA) (Sojus TMA-13M)
- Alexander Gerst (1. Raumflug), Bordingenieur, (Deutschland/ESA) (Sojus TMA-13M)[1]

### Ersatzmannschaft
Seit Expedition 20 wird wegen des permanenten Trainings für die Besatzungen keine offizielle Ersatzmannschaft mehr bekanntgegeben. Inoffiziell gelten die Backup-Crews der beiden Sojus-Zubringerraumschiffe TMA-12M und TMA-13M (siehe dort) als Ersatzmannschaft der Expedition 40. In der Regel kommen diese Crews dann jeweils zwei Missionen später selbst zum Einsatz.

## Missionsbeschreibung
Die ISS-Expedition 40 begann mit dem Abflug des Raumschiffes Sojus TMA-11M am 13. Mai 2014. Ende Mai wurde sie durch die Besatzung des Raumschiffes Sojus TMA-13M ergänzt.
Im Mittelpunkt des Interesses standen erneut wissenschaftliche Forschungen auf den Gebieten Astronomie, Atmosphärenforschung, Biologie, Erderkundung, Medizin, Physik und Technik. Ein Großteil der Experimente lief dabei weitgehend automatisch ab und bedurfte nur hin und wieder der Aufmerksamkeit der Raumfahrer. Einen größeren Betreuungsaufwand erforderten Untersuchungen im medizinisch-biologischen Bereich sowie bei der Erderkundung. Viel Arbeitszeit wurde auch für Wartungs- und Reparaturarbeiten sowie für körperliche Betätigung zur Erhaltung der Gesundheit aufgewandt.
Unter anderem neu zum Einsatz kam der Elektromagnetische Levitator. Er erlaubt es, Schmelzen ohne Kontakt zu Gefäßen, frei schwebend in der Schmelzkammer auf 2000 °C zu erhitzen, zu beobachten und Erstarrungsprozesse aufzuzeichnen. Mit dem unbemannten "Automated Transfer Vehicle" ATV-5 kamen im August auch mehrere Proben zur Station. Der deutsche Raumfahrer Alexander Gerst betätigte sich zudem als Teleoperator, indem er Geräte auf der Erde vom All aus fernsteuerte und deren Sensorenwerte abwartete.
Vom 19. August bis zum 5. September wurden insgesamt 12 von 28 Flock-1B-Satelliten aus der Luftschleuse des japanischen Moduls Kibo ausgeschleust und mittels einer speziellen Startapparatur ins All katapultiert. Dabei traten allerdings Probleme auf, weshalb sich der Start der anderen Kleinsatelliten verzögerte.

## Frachterverkehr
Am 18. Mai wurde der Frachter Dragon CRS 3 abgekoppelt und vom Stationsmanipulator Canadarm2 etwa 10 m unter der Station abgesetzt. Er manövrierte anschließend selbstständig von der Station weg. Nach dem letzten Bremsmanöver trat das Raumschiff in die Erdatmosphäre ein und die Kapsel wasserte im Pazifik.
Am 9. Juni wurde Progress-M 21M endgültig abgekoppelt und verglühte anschließend in dichten Schichten der Erdatmosphäre. Der Frachter war am 25. November 2013 gestartet und hatte mit Verzögerungen vier Tage später angekoppelt. Nach Aufspielen einer neuen Steuerungssoftware hatte er am 23. April 2014 abgelegt und zwei Tage später problemlos wieder angedockt. Mit ihm wurde ein neues Rendezvoussystem erprobt, welches anschließend auch bei Sojus-Raumschiffen zum Einsatz kommt.
Am 13. Juli startete Cygnus Orb 2 an der Spitze einer Antares-Trägerrakete ins All. Er wurde am 16. Juli vom Hauptmanipulatorarm der ISS erfasst und an Harmony-Nadir angelegt. Dort verblieb er bis zum 15. August. Mit Abfällen beladen verglühte er am 18. August 2014.
Am 22. Juli wurde Progress-M 23M vom Ausstiegsmodul Pirs abgekoppelt. Es verglühte nach Experimenten zur Bahnverfolgung am 1. August. Am 24. Juli startete Progress-M 24M und koppelte mit etwa 2,5 t Fracht beladen am gleichen Tag an der ISS an.
Am 30. Juli 2014 startete ATV-5 „Georges Lemaitre“ an der Spitze einer Ariane-5-Trägerrakete ins All. Am 12. August koppelte es am Heck der Internationalen Raumstation an. Es hatte etwa 6,5 t Fracht an Bord.

## Bahnmanöver
Planmäßige Bahnanhebungen mit den Triebwerken des Swesda-Moduls am Heck der Station fanden am 25. Juni und 11. Juli statt. Am 23. Juli wurden die Triebwerke noch einmal gezündet, um einem Stück Weltraumschrott auszuweichen. Nach dem Ankoppeln des ATV-5 am Heck wurden dessen Triebwerke für weitere Bahnanhebungen am 14. und 27. August verwendet.

## Außenbordarbeiten
Am 19. Juni stiegen Alexander Skworzow und Oleg Artemjew für 7 Stunden und 24 Minuten über das Schleusenmodul Pirs ins All aus, um dort eine neue Antenne (АФАР) zu installieren, die Einheit 2 des Experiments Obstanowka zu versetzen, Proben an der Außenhaut von Swesda zu sammeln, zwei Experimente an anderer Stelle zu installieren (ТМ/ТС & СВПИ) sowie ein überflüssig gewordenes Gerüst zu entsorgen.
Der zweite Ausstieg (5:10 h) von Skworzow und Artemjew fand am 18. August statt. Zunächst wurde der Kleinsatellit NS-1 ins All „geworfen“. Er soll Bilder der Erdoberfläche anfertigen und auf Abruf bereithalten. Danach wurde eine Einheit des Experiments Expose-R installiert und Proben des Experiments Biorisk geborgen. Außerdem wurden Proben an der Außenhaut der Station genommen und deren Zustand fotografisch dokumentiert.
Ausstiege mittels US-Raumanzügen mussten wegen Problemen mit den Batterien bis zum Oktober zurückgestellt werden.